# FC 쥐트티롤
푸스발 클럽 쥐트티롤(독일어: Fussball Club Südtirol G.m.b.H., 이탈리아어: Fussball Club Südtirol S.r.l.)은 볼차노도의 볼차노를 연고로 하는 이탈리아의 프로 축구팀이다. 현재 레가 프로 프리마 디비시오네에 참가 중이다.

## 역사
클럽은 1974년 브리크젠에서 SV 밀란트(S.V. Milland)라는 이름으로 창단되었다.
클럽은 1995년에 팀의 명칭을 FC 쥐트티롤알토 아디제(FC Südtirol-Alto Adige)라는 이름으로 개명하였다. 여기서 알토 아디제는 볼차노 현의 이탈리아어식 명칭이고 쥐트티롤은 독일어식 명칭이다. 2000년에 모회사가 Fußballclub Südtirol s.r.l.이라는 이름으로 재설립하였고 그래서 FC 쥐트티롤(FC Südtirol)이 되었고 볼차노로 연고를 옮겼다. 그럼에도 2011년까지는 법적으로 브리크젠을 연고로 하였다.
2010-2011 시즌 플레이오프에서 패하며 레가 프로 세콘다 디비시오네로 강등이 되었다가, 2011년 8월 4일에 베이컨시(vacancy)를 채우면서 레가 프로 프리마 디비시오네에 잔류하였다.

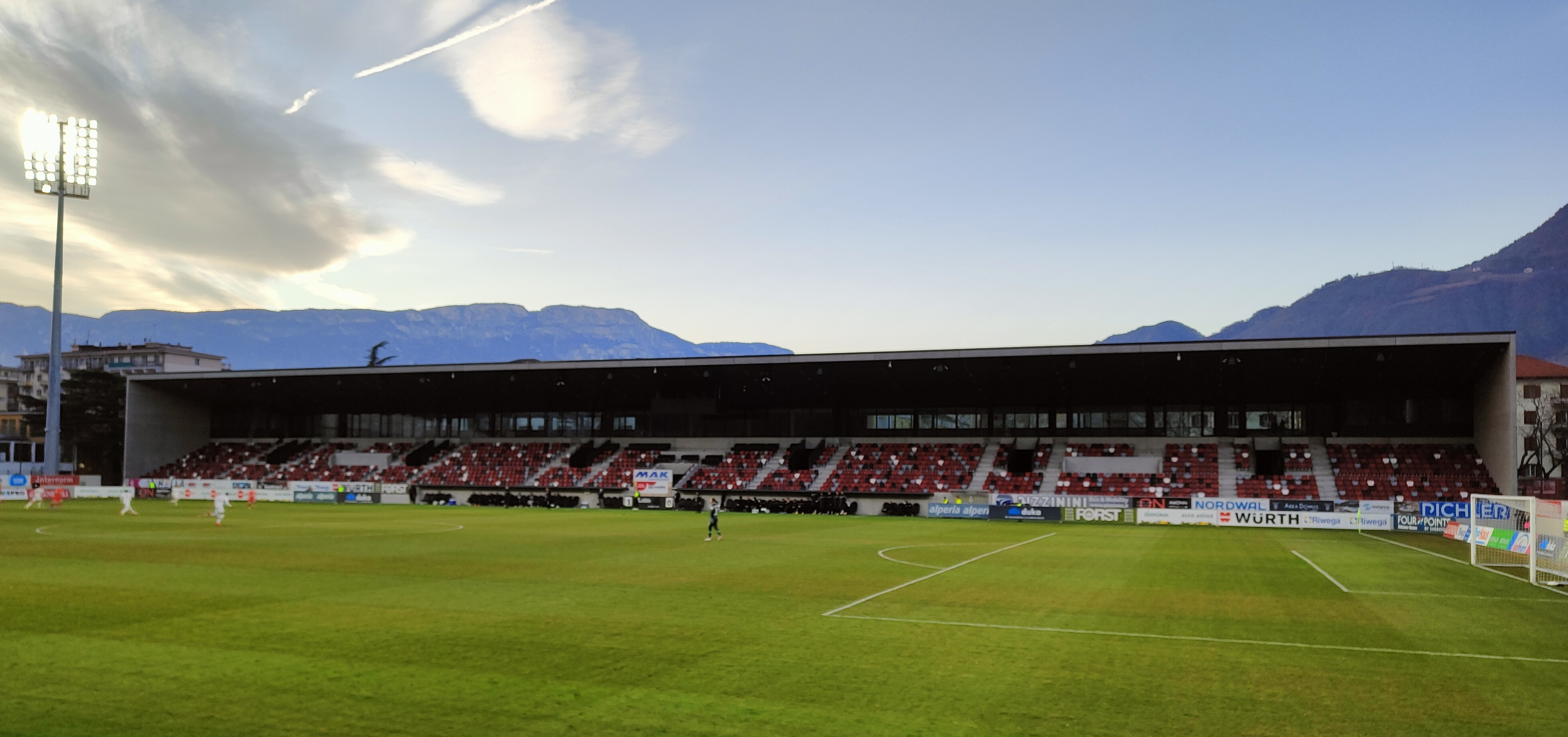
스타디오 드루소

## 색과 경기장
팀의 색깔은 하얀색과 빨간색이다.

## 선수 명단

### 현역
참고: FIFA 자격 규정에 따라 소속된 국가대표팀 국기를 표시합니다. 선수는 복수의 FIFA 비회원국 국적을 가지고 있을 수 있습니다.
| 번호 | 포지션 | 국적       | 이름               |
| ---- | ------ | ---------- | ------------------ |
| 2    | DF     | 모로코     | 함자 엘 카우아키비 |
| 5    | DF     |            | 안드레아 마시엘로  |
| 17   | MF     |            | 다니엘레 카시라기  |
| 27   | MF     | 슬로베니아 | 야스민 쿠르티치    |
| 33   | FW     | 알바니아   | 실비오 메르카이    |

| 번호 | 포지션 | 국적 | 이름            |
| ---- | ------ | ---- | --------------- |
| 90   | FW     |      | 라파엘 오도그우 |